# Ewald Dost

Ewald Dost

Ewald Dost (* 31. März 1897 in Streckewalde; † 13. Mai 1945 in Zwickau) war ein deutscher nationalsozialistischer Politiker, Mitglied des Reichstages und Oberbürgermeister der Stadt Zwickau.

## Leben
Der Sohn eines Tischlermeisters und Landwirts absolvierte nach dem Besuch der Volksschule in Streckewalde und der Gewerblichen Fortbildungsschule in Annaberg eine Tischlerlehre, die er mit der Meisterprüfung in Chemnitz abschloss. Nach einem Praktikum bei der Schiffswerft Blohm & Voss in Hamburg nahm er von Juni 1916 bis November 1918 als Gefreiter am Ersten Weltkrieg teil. Nach Kriegsende nahm er ein Architekturstudium am Technikum in Köthen auf. Ab 1926 arbeitete er als Architekt bei unterschiedlichen Firmen.
Dost, seit 1926 verheiratet, trat der NSDAP zum 19. Juni 1926 bei (Mitgliedsnummer 38.715). 1930 wurde er Ortsgruppen- und Kreisleiter der NSDAP in Zwickau. Von Juli bis November 1932 und von März 1933 bis März 1936 war er Mitglied des Reichstages. Zwar kandidierte er erneut, erhielt aber kein Mandat.
Im Oktober 1934 wurde er kommissarischer und am 6. Januar 1936 hauptamtlicher Oberbürgermeister der Stadt Zwickau. Im Oktober 1937 gab Dost das Amt des NSDAP-Kreisleiters ab, behielt jedoch das Amt des Oberbürgermeisters. Als solcher gab er 1939 die Druckschrift Zwickauer Kulturbilder aus acht Jahrhunderten heraus und setzte sich im gleichen Jahr für die Ersetzung des bisherigen Robert-Schumann-Denkmal durch ein neues ein.
Dost gehörte dem Nationalsozialistischen Kraftfahrkorps (NSKK) im Rang eines Oberführers an. Zudem war er Vorsitzender des Aufsichtsrates des Erzgebirgischen Steinkohlen-Actienvereins in Zwickau und gehörte den Aufsichtsräten der Energie und Verkehrs AG Westsachsen, der Holzindustrie AG in Magdeburg und der Landesgasversorgung Sachsen AG und der Zwickauer Stadtbank AG an.
Nach Kriegsende verübte Dost am 13. Mai 1945 in amerikanischer Internierungshaft Suizid.

## Werke
- Zwickauer Kulturbilder aus acht Jahrhunderten. Zwickau 1939.